# Maurice Garrigues
Pour les articles homonymes, voir Garrigues.
Maurice Garrigues, né le 7 septembre 1905 à Castres et meurt le 2 janvier 1993 à Castres, est un artiste peintre et poète français.

## Biographie
Maurice Garrigues est né à Castres en 1905.
Travaillant comme droguiste et marchand de couleurs, il s'implique beaucoup dans le milieu culturel de sa ville natale qui commence à se développer dans les années 1930. Peintre rattaché au mouvement du cubisme, il touche à différents supports et techniques : peinture à l'huile, sanguines, encre de chine, aquarelle... Dans les années 1940, de nombreux artistes trouvent refuge à Castres. Il côtoie ainsi Marcel Delaunay, Marcel Dax et Christian d'Espic,. En 1941, il organise avec d'autres artistes l'Exposition des Artistes Indépendants castrais.
Maurice Garrigues réunit souvent ses amis artistes dans sa droguerie pendant la période 1939-1945. Ce n'est qu'à la fin des années 1940 (vers 1949), qu'il fonde l'Atelier des Monges, un regroupement d'artistes,. Celui-ci sera actif dans les années 1950 jusqu'au tout début des années 1960.
Entre 1956 et 1959, passionné par l'art sacré, il réalise plusieurs peintures murales et des fresques à l'église Saint Martin de Carbes,.
Il meurt en 1993.

## Expositions
- 1934: Premier Salon Artistique du Pays Castrais.
- 1943 : Au Fouillis, place Jean-Jaurès à Castres.
- 1943 : Librairie Palet : au bénéfice des prisonniers de guerre.
- 1952 : Salon d'Automne, Paris.
- 1952 : Première exposition de groupe de l'Atelier des Monges aux "Dames de France".
- 1954 : Atelier d'Art Plastique Actuel : Chambre de commerce de Castres.
- 1955 : Salon Art Nouveau , Montauban.
- 1955 : Galerie Lucien Granier, Castres.
- 1958 à 1960 : Les "Peintres du  Dimanche" : École Villegoudou de Castres.
- 1958,1960 : École Castraise d'Art Moderne.
- 1958,1960,1961 : Salon Art Présent, Toulouse.
- 1959 : Mazamet
- 1958,1959,1961 : Salon Richesses du Tarn, Réalmont.
- Biennale de Menton
- Salon du Renouveau de l'aquarelle, Aix-en-Provence.
- 1980 : 50 ans de peinture, Hôtel de Ville de Castres.
- 1988 : Centre Régional d'Art contemporain de Midi-Pyrénées, Toulouse / Labège.
- 1991 : Centre Théron Périé (Laboratoires Pierre Fabre), Castres.
- 1996 : Dourgne.

- 1980 : Exposition temporaire « Maurice Garrigues » au musée Goya de Castres[8].
- 2002 : Exposition temporaire « Maurice Garrigues, l'œuvre de synthèse » au Centre national et musée Jean Jaurès[9].
- 2011 : Exposition au Bridge-Club castrais[3].

## Hommage
- Une rue de Castres porte son nom.